# Daniel Salel
Daniel Lemashon Salel (né le 11 décembre 1990) est un athlète kényan spécialiste des courses de fond.
Il se révèle à l'âge de seize ans en remportant la médaille d'or du 3 000 mètres des Championnats du monde jeunesse 2007 d'Ostrava. En 2010, le Kényan se classe deuxième du 10 000 mètres lors des Jeux du Commonwealth de New Delhi derrière l'Ougandais Moses Kipsiro.

## Palmarès
| Date | Compétition                    | Lieu      | Place | Épreuve  |
| ---- | ------------------------------ | --------- | ----- | -------- |
| 2007 | Championnats du monde jeunesse | Ostrava   | 1er   | 3 000 m  |
| 2010 | Jeux du Commonwealth           | New Delhi | 2e    | 10 000 m |